# Омельченки (Харьковская область)
Омельченки (укр. Омельченки), село, 
Задонецкий сельский совет,
Змиёвский район,
Харьковская область.
Код КОАТУУ — 6321782506. Население по переписи 2001 года составляет 199 (85/114 м/ж) человек.

## Географическое положение
Село Омельченки находится в 4-х км от реки Северский Донец (левый берег), примыкает к посёлку Дачное, на расстоянии в 2 км расположено село Камплица, на расстоянии в 3 км — село Задонецкое.
Между рекой и селом расположен большой лесной массив (сосна).
К селу примыкает большое осушенное болото урочище Сухой Лиман.
На расстоянии в 2,5 км находится железнодорожная станция Дом Отдыха, в 3-х км проходит автомобильная дорога Т-2105.

## История
- 1689 - дата основания.

## Экономика
- Молочно-товарная ферма.
- Небольшой песчаный карьер.